# Los Roldán
Los Roldán è una telenovela argentina.
La prima stagione è stata trasmessa su Canal 9 e Telefe dal 2 febbraio al 9 dicembre 2004, invece la seconda dal 20 marzo 2005 al 20 dicembre dello stesso anno. È stata trasmessa in Cile, Grecia, Romania, Russia, Ungheria ed altre.
Alcuni paesi hanno una versione propria. Dalla serie è nato l'album Los Roldán. La serie e gli attori che la interpretano hanno ricevuto alcuni premi.

## Premi
| Anno | Premio        | Categoria                                 |                                                      | Risultato       |
| ---- | ------------- | ----------------------------------------- | ---------------------------------------------------- | --------------- |
| 2004 | Martín Fierro | Miglior commedia                          | Los Roldán                                           | Vincitore/trice |
| 2004 | Martín Fierro | Miglior attore della commedia             | Gabriel Goity                                        | Vincitore/trice |
| 2004 | Martín Fierro | Miglior attore di commedia protagonista   | Miguel Ángel Rodríguez                               | Candidato/a     |
| 2004 | Martín Fierro | Miglior attrice protagonista di commedia  | Claribel Medina                                      | Candidato/a     |
| 2004 | Martín Fierro | Miglior attore di commedia di reparto     | Martín Campilongo, Iván González e Jean Pierre Noher | Candidato/a     |
| 2004 | Martín Fierro | Miglior autore                            | Mario Schajris e Adriana Lorenzón                    | Candidato/a     |
| 2005 | Martín Fierro | Partecipazione speciale in una fiction    | China Zorrilla                                       | Vincitore/trice |
| 2005 | Martín Fierro | Miglior attore di reparto in una commedia | Martín Campilongo                                    | Candidato/a     |
| 2005 | Martín Fierro | Miglior attore di reparto                 | Jean Pierre Noher                                    | Candidato/a     |
| 2005 | Martín Fierro | Partecipazione speciale in una fiction    | Enrique Pinti                                        | Candidato/a     |